# Râul Valea Strâmbă, Olt
Râul Valea Strâmbă sau Râul Strâmba este un curs de apă, afluent al râului Olt. 